# Religion, Inc.
Religion, Inc. is een Amerikaanse film uit 1989 geregisseerd door Daniel Adams. De hoofdrollen worden vertolkt door Jonathan Penner en Gerald Orange.

## Verhaal
De New York-er Morris Codman (Jonathan Penner) lijkt alles te hebben: een goede baan, veel talent en zijn mooie vriendin Debby (Sandra Bullock). Maar op een dag verliest hij zijn baan. Hij waagt zijn kans om een nieuw product op de markt te zetten. Hij gaat de geloofsovertuigingen van de mensen misbruiken om er miljoenen mee te verdienen. Zijn vriendin blijft echter erg sceptisch..

## Rolverdeling
| Acteur          | Personage              |
| --------------- | ---------------------- |
| Jonathan Penner | Morris Codman          |
| Gerald Orange   | Ian Clarity            |
| Sandra Bullock  | Debby                  |
| George Plimpton | God                    |
| Wendy Adams     | Peggy                  |
| Chuck Pfeiffer  | Brendan Collins        |
| Earl Hagan Jr.  | Rev. Billy Bob McElroy |
| Michael Mandell | Joe French             |
| Jaffe Cohen     | Herman Whipple         |
| Maggie Wagner   | Sam                    |

## Trivia
De film is ook gekend onder de naam "A Fool and his Money".